# Росницкий, Николай Александрович
Росницкий Николай Александрович (1893—1938) — редактор пензенской газеты «Трудовая правда» (ныне — «Пензенская правда») в 1924—1928 годы.

## Биография
Родился 16 апреля 1893 года[по какому календарю?] в селе Николо-Барнуки Пензенской губернии (ныне Сосновоборского района Пензенской области), как сказано в его регистрационном бланке члена ВКП(б), в семье священника, «отрекшегося от церкви и религии» в 1926 году.
Окончил Пензенскую гимназию и юридический факультет Санкт-Петербургского университета, из которого был исключён в 1911 году за участие в студенческих беспорядках во время «Толстовских дней». Участвовал в кружках революционной учащейся молодежи, входил в группу эсеров-максималистов. Жил в эмиграции в Австро-Венгрии и Италии, затем вернулся в Россию и в октябре 1916 года смог окончить университет, после чего призван в действующую армию. В марте 1917 года был избран членом Петроградского Совета рабочих и солдатских депутатов. В декабре 1917 года — член выборного солдатского комитета 7-й армии, а с 27 декабря — член Пензенского Совета рабочих и солдатских депутатов.
Был чрезвычайным комиссаром по борьбе с еврейскими погромами в военной секции Каменец-Подольского Совета.
Член РКП(б) с августа 1918 года. С 20 сентября 1918 года преподавал социологические дисциплины в школе 2-й ступени, 12 марта 1919 добровольцем поступил в РККА.
В период 20.07.1920—21.11.1920 — военный комиссар Нижне-Ломовского уезда Пензенской губернии, член исполкома уездного Совета РККД. Затем, с 21 ноября 1920 по 19 января 1921 года — военный комиссар Пензенской губернии, начальник гарнизона. Затем, с 29 марта 1921 года был ответственным редактором пензенской газеты «Красное знамя» (переименована в «Трудовую правду»), а с 12 марта 1922 года — заведующим Пензенским губернским отделом юстиции; был членом Пензенского губисполкома.
Был разносторонне образованным человеком, играл на пианино, сочинял стихи, встречался с интересными людьми своего времени, в частности, с  А. В. Луначарским, который по его просьбе написал статью для пензенского журнала «Под знаменем ленинизма».
С июля 1922 по март 1924 года — заведующий подотделом печати Пензенского губкома РКП(б) и с 28 марта 1924 года по июнь 1928 снова — ответственный редактор газеты «Трудовая правда». Пензенским губиздатом ко дню 5-й годовщины Февральской революции была напечатана пьеса Н. А. Росницкого «На исходе февраля» (драматический эпизод в 4-х действиях).
По постановлению Секретариата ЦК ВКП(б) 1 июля 1928 года был командирован на работу в Средневолжскую область. В 1934 году переведён в Оренбург, где до июня 1937 года был заведующим Промышленно-транспортным отделом Оренбургского обкома ВКП(б). Был избран 11 марта 1936 года членом бюро Оренбургского ОК ВКП(б), а 20 июня 1937 года исключён из партии по решению бюро Оренбургского ОК ВКП(б) и вскоре арестован.
Был приговорён 29 января 1938 года к расстрелу выездной сессией ВК ВС СССР в Оренбурге (в составе большой группы оренбургских работников) по статье «Вредительство, совершение террористических актов, диверсия, участие в контрреволюционной организации».
Реабилитирован посмертно в 1957 году.